# Plakala
Plakala (cyr. Плакала) – wieś w Czarnogórze, w gminie Pljevlja. W 2003 roku liczyła 4 mieszkańców.